# Fiore del deserto (film 1926)
Fiore del deserto (The Winning of Barbara Worth) è un film del 1926 di Henry King conosciuto in Italia anche coi titoli Sabbie ardenti e La rivincita di Barbara Worth.
La sceneggiatura si basa sul romanzo The Winning of Barbara Worth di Harold Bell Wright pubblicato a Chicago nel 1911.
Tra gli interpreti appare anche il nome di Gary Cooper che fu accreditato per la prima volta come attore: benché avesse già preso parte ad altri film, il suo nome non era mai stato riportato nei credit delle precedenti pellicole.

## Trama
Willard Holmes è un ingegnere che, dalla costa orientale, arriva nel West per assistere James Greenfield, il suo patrigno, in un progetto che prevede l'irrigazione di una zona del deserto. Là conosce Barbara Worth, la figlia adottiva del banchiere Jefferson Worth, l'ideatore originale del piano di bonifica. Mentre Worth costruisce una cittadina offrendo terra libera e acqua ai coloni, Greenfield, uomo senza scrupoli, ci specula sopra creando malcontento e provocando alla fine il crollo della diga costruita che allaga il paese. L'ingegnere riesce a costruire una nuova diga e alla fine sposa Barbara.

## Distribuzione
Il copyright del film, richiesto dalla Samuel Goldwyn, Inc., fu registrato il 2 Dicembre 1926 con il numero LP23391.
La prima mondiale del film si tenne il 14 ottobre 1926 a Los Angeles. A New York, venne presentato il 28 Novembre al Mark Strand Theatre mentre, nelle sale, il film - distribuito dall'United Artists - uscì nel dicembre 1926.